# Pietro Andrea Mattioli

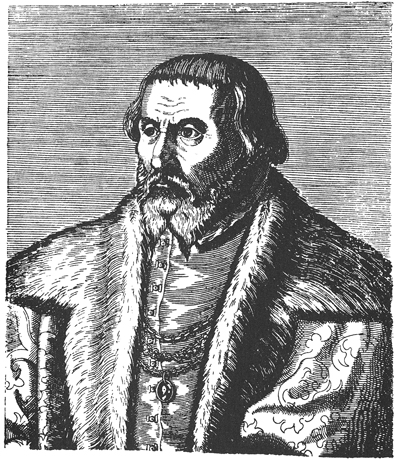
Pietro Andrea Mattioli

Pietro Andrea Mattioli (sau Matthioli, Matthiole, Matthiolus) (n. 23 martie 1501 - d. 1577) a fost medic și botanist italian.

## Biografie
S-a născut la Siena, ca fiu al unui medic. Copilăria și-a petrecut-o la Veneția. Intră la Universitatea din Padova și începe să studieze Dreptul, dar ulterior se orientează către medicină la care obține doctoratul în 1523.
Practică medicina la Siena, Roma, Trento, Gorizia. Mai târziu este medicul personal al lui Ferdinand al II-lea, arhiducele Austriei (stabilindu-se în acea perioadă la Castelul Ambras), apoi al lui împăratului Maximilian al II-lea al Sfântului Imperiu Roman.
În 1568 se reîntoarce în Italia, la Trient unde rămâne până la sfârșitul vieții.

## Contribuții

### Scrieri
- 1533: Morbi Gallici Novum ac Utilissimum Opusculum
- 1535: Liber de Morbo Gallico
- 1536: De Morbi Gallici Curandi Ratione
- 1539: Il Magno Palazzo del Cardinale di Trento
- 1544: Di Pedacio Dioscoride Anazarbeo Libri cinque Della historia, et materia medicinale tradotti in lingua volgare italiana da M. Pietro Andrea Matthiolo Sanese Medico, con amplissimi discorsi, et comenti, et dottissime annotationi, et censure del medesimo interprete, cunoscută și sub numele de Discorsi
- 1548: Geografia di Tolomeo - traducere în italiană a Geografiei lui Ptolemeu
- 1554: Petri Andreae Matthioli Medici Senensis Commentarii, in Libros sex Pedacii Dioscoridis Anazarbei, de Materia Medica, Adjectis quàm plurimis plantarum & animalium imaginibus, eodem authore, cunoscută și sub numele de Commentarii
- 1558: Apologia Adversus Amatum Lusitanum
- 1561: Epistolarum Medicinalium Libri Quinque
- 1569: Opusculum de Simplicium Medicamentorum Facultatibus
- 1571: Compendium de Plantis Omnibus una cum Earum Iconibus